# Луїза-Маргарита Лотаринзька
Луї́за-Маргари́та Лотари́нзька (фр. Louise-Marguerite de Lorraine; 1588, Блуа, Блуа, Франція — 30 квітня 1631, Е, Франція) — дочка Генріха де Гіза і Катерини Клевської, спадкоємиця князівства Шато-Рено.

## Життєпис
Її названо на честь хрещених, королеви Луїзи і Маргарити, а виховала бабуся — Анна д'Есте. Таллеман де Рео пише, що Генріх IV готував Луїзу Маргариту собі в дружини, проте справжність цього свідчення обговорюється. Він також пише, що Луїза-Маргарита таємно вийшла заміж за маршала Бассомп'єра і мала від нього позашлюбну дитину. Ці відомості також не мають документального підтвердження.
Достеменно відомо те, що Генріх IV побажав, щоб Луїза-Маргарита стала дружиною його двоюрідного брата, першого принца Конті. Весілля зіграно в липні 1605 року в Медонському замку. Єдина дочка пари прожила всього кілька тижнів. У віці 26 років Луїза-Маргарита овдовіла і вирішила присвятити себе літературній діяльності. Її заступництвом користувалися Франсуа де Малерб та інші світочі французької словесності.
Як довірена фрейліна королеви Марії Медичі, вона була в курсі всіх палацових інтриг і переказувала їх у своїх романах, де реальні персоналії прозоро зашифровані іменами, почерпнутими з класичної античності. Її твір «Любовні пригоди великого Алькандра» згодом перевидавали під заголовком «Любовні пригоди Генріха IV» з «ключем» до реальних прообразів тих чи інших героїв.
Близькість Луїзи-Маргарити до королеви-вдови накликала на неї ненависть кардинала Рішельє, який, тріумфуючи після «дня обдурених», домігся її опали і заслання в приморську садибу Е; там вона померла 2 місяці по тому. Раніше він змусив Луїзу-Маргариту продати в казну прикордонний маєток Шато-Рено, де вона величала себе государинею і карбувала власну монету.